# Borki (Miłki)
Borki (deutsch Borken) ist ein kleiner Ort in der polnischen Woiwodschaft Ermland-Masuren, der zur Landgemeinde Miłki (deutsch Milken) im Powiat Giżycki (Kreis Lötzen) gehört.

## Geographische Lage
Borki liegt in der östlichen Mitte der Woiwodschaft Ermland-Masuren, 24 Kilometer östlich der vormaligen Kreisstadt Sensburg (polnisch Mrągowo) und 15 Kilometer südlich der jetzigen Kreismetropole Giżycko (Lötzen).

## Geschichte
Die heutige Siedlung (polnisch osada) Borki entstand aus einem ehemaligen Vorwerk und späteren Gutsdorf, das bis 1945 Borken hieß. Im Jahr 1874 wurde der Ort in den neu errichteten Amtsbezirk Schimonken eingegliedert, der – 1938 in Amtsbezirk Schmidtsdorf umbenannt – bis 1945 bestand und zum Kreis Sensburg im Regierungsbezirk Gumbinnen (1905–1945 Regierungsbezirk Allenstein) der preußischen Provinz Ostpreußen gehörte. Im Jahr 1910 zählte Borken 24 Einwohner.
Am 30. September 1928 verlor der Gutsbezirk Borken seine Eigenständigkeit, als er mit dem Gutsbezirk Klein Jagodnen (polnisch Jagodnen Małe) zur neuen Landgemeinde Klein Jagodnen (1938–1945 Kleinkrösten) vereinigt wurde. Damit wechselte der Ort auch in den Amtsbezirk Rydzewen (1938–1945 Amtsbezirk Rotwalde), der nicht zum Kreis Sensburg, sondern zum Kreis Lötzen gehörte. 
In Kriegsfolge kam Borken 1945 mit dem gesamten südlichen Ostpreußen zu Polen und erhielt die polnische Namensform Borki. Die Siedlung ist in das Schulzenamt (polnisch sołectwo) Jagodne Małe (Klein Jagodnen, 1938–1945 Kleinkrösten) einbezogen und ist damit eine Ortschaft im Verbund der Landgemeinde Miłki (Milken) im Powiat Giżycki (Kreis Lötzen), vor 1998 der Woiwodschaft Suwałki, seither der Woiwodschaft Ermland-Masuren zugehörig.

## Religionen
Bis 1945 war Borken in die evangelische Kirche Schimonken in der Kirchenprovinz Ostpreußen der Evangelischen Kirche der Altpreußischen Union und in die katholische Pfarrkirche St. Bruno in Lötzen im Bistum Ermland eingepfarrt.
Heute gehört Borki zur katholischen Pfarrei in Rydzewo (Rydzewen, 1927–1945 Rotwalde) im Bistum Ełk der römisch-katholischen Kirche in Polen bzw. zu der evangelischen Pfarrei in Ryn (Rhein) oder der Kirche in Mikołajki (Nikolaiken), beide der Diözese Masuren der Evangelisch-Augsburgischen Kirche in Polen zugeordnet.

## Verkehr
Borki liegt ein wenig abseits vom Verkehrsgeschehen und ist ein wenig umständlich auf einer Nebenstraße erreichbar, die bei Miłki (Milken) von der polnischen Landesstraße 63 (einstige deutsche Reichsstraße 131) abzweigt und über Paprotki (Paprodtken, 1938–1945 Goldensee) nach Jagodne Małe (Klein Jagodnen, 1938–1945 Kleinkrösten) führt. Außerdem besteht eine Landwegverbindung von Górkło (Gurkeln) nach Borki. Eine Bahnanbindung existiert nicht.